# Sommer-Paralympics 2016/Teilnehmer (Costa Rica)
| stlisierte Goldmedaille | stlisierte Silbermedaille | stlisierte Bronzemedaille |
| ----------------------- | ------------------------- | ------------------------- |
| —                       | —                         | —                         |

Costa Rica entsandt zu den Paralympischen Sommerspielen 2016 in Rio de Janeiro 2 Athleten und einer Athletin.

## Teilnehmer nach Sportart

### Leichtathletik
| Männer                         |              |   |   |   |   |             |    |    |
| Jose Argenes Jimenez Hernandez | Marathon T54 | - | - | - | - | 1:35,58 min | 15 | 15 |

### Radsport
| Männer       |                         |              |    |    |
| Leonel Solis | Einerverfolgung Bahn C4 | 44:35,46 min | 13 | 13 |
| Leonel Solis | Straßenrennen C4-C5     | 1:30:09 h    | 18 | 18 |

### Schwimmen
| Frauen              |                          |             |   |               |               |               |
| Camila Haase Quiros | 100 m Brustschwimmen SB8 | 1:39,99 min | 5 | 1:41,17 min   | 8             | 8             |
| Camila Haase Quiros | 100 m Schmetterling S9   | 1:24,46 min | 7 | ausgeschieden | ausgeschieden | ausgeschieden |
| Camila Haase Quiros | 100 m Rückenschwimmen S9 | 1:23,12 min | 5 | ausgeschieden | ausgeschieden | ausgeschieden |